# Classe Almirante Lynch
La classe Almirante Lynch era un gruppo di cacciatorpediniere costruiti per la Armada de Chile prima della Grande Guerra. Inizialmente erano previste sei navi, due delle quali consegnate al Cile. Le altre quattro furono acquistate ed incorporate dalla Royal Navy durante la guerra come cacciatorpediniere conduttori classe Faulknor. Dopo la fine della guerra, le tre navi sopravvissute furono restituite alla marina cilena come classe Almirante Williams ed in seguito ridenominate in onore dell'ammiraglio Patricio Lynch, eroe della guerra del Pacifico.

## Tecnica
I cileni erano da tempo clienti dei costruttori navali britannici e nel 1911 ordinarono sei navi presso i cantieri J. Samuel White. Il progetto era stato sviluppato privatamente dalla White e le navi risultarono significativamente più grandi e meglio armati dei contemporanei cacciatorpediniere britannici. Avevano quattro fumaioli, uno alto a prua e tre più bassi verso poppa. Inizialmente erano armati con sei pezzi singoli QF 4 in/40 Mk VI progettati dalla Elswick per i cileni, in un'insolita disposizione, con quattro pezzi sul castello di prua (due di fronte alla plancia e due di lato) e con due pezzi sul cassero di poppa. Le navi acquisite dalla Royal Navy vennero riarmate con i pezzi standard britannici: la configurazione del 1918 comprendeva un BL 4.7 in/45 su affusto singolo CP Mk VI a prua ed uno su una piattaforma tra il terzo ed il quarto fumaiolo, due QF 4 in L/40 Mk IV su affusto singolo P Mk IX ai lati della plancia e due QF 2 lb Mk II su affusto singolo HA Mk II.

## Servizio operativo
Solo due navi furono consegnate ai cileni prima dello scoppio della guerra e servirono nella marina cilena fino al 1945. Le rimanenti quattro furono acquistate dal Regno Unito nel 1914 e combatterono con la Royal Navy come classe Faulknor. I tre cacciatorpediniere sopravvissuti furono riconsegnati al Cile nel 1920 ed andarono a formare la classe Almirante Williams, dal nome originale della HMS Botha. Le navi erano però talmente usurate da essere radiate nel 1933.

## Unità
| Nave                                                      | Varata            | Acquisita    | Fato                                                         |
| --------------------------------------------------------- | ----------------- | ------------ | ------------------------------------------------------------ |
| Almirante Linch                                           | 28 settembre 1912 | 1913         | radiata nel 1945                                             |
| Almirante Condell                                         | 28 settembre 1912 | gennaio 1914 | radiata nel 1945                                             |
| Almirante Riveros, (ex-HMS Faulknor, ex-Almirante Simpson | 26 febbraio 1914  | fine 1914    | restituita al Cile nel 1920, demolita nel 1933               |
| Almirante Uribe, (ex-HMS Broke ex-Almirante Goni          | 25 maggio 1914    | fine 1914    | restituita al Cile nel 1920, demolita nel 1933               |
| Almirante Williams, (ex-HMS Botha                         | 2 dicembre 1914   | 1915         | restituita al Cile nel 1920, demolita nel 1933               |
| HMS Tipperary, ex-Almirante Riveros                       | 5 marzo 1915      | primo 1916   | affondata durante la battaglia dello Jutland, 31 maggio 1916 |